# Godspeed (film)
Pour plus de détails, voir Fiche technique et Distribution.
Godspeed (一路順風, Yī Lù Shùn Fēng) est un film taïwanais réalisé par Chung Mong-hong, sorti en 2016.

## Fiche technique
- Titre original : 一路順風, Yī Lù Shùn Fēng
- Titre français : Godspeed
- Réalisation, scénario  et photographie : Chung Mong-hong
- Direction artistique : Chao Shih-hao
- Costumes : Hsu Li-wen
- Montage : Lai Hsiu-hsiung
- Musique : Tseng Seu-ming
- Pays d'origine : Taïwan
- Format : Couleurs - 35 mm - 2,35:1
- Genre : comédie dramatique
- Durée : 111 minutes
- Dates de sortie :
  - Canada : 9 septembre 2016
  - Taïwan : 18 novembre 2016

## Distribution
- Michael Hui : Old Hui
- Na-Dou Lin : Nadow
- Leon Dai : Ta-Pao
- Tou Chung-hua : frère Tou
- Matt Wu : Hsiao-Wu
- Vincent Liang : Little Liang
- Chen Yi-wen : Wen

## Distinctions

### Récompenses
- 53e cérémonie des Golden Horse Film Festival and Awards : meilleure direction artistique
- 36e cérémonie des Hong Kong Film Awards : meilleur film de Chine continentale ou de Taïwan

### Sélection
- Festival international du film de Toronto 2016 : sélection en section Vanguard